# Ivan Demidov
Ivan Alekseevič Demidov (in russo Иван Алексеевич Демидов?; Mosca, 1981) è un giocatore di poker russo.
È stato uno dei "November Nine" delle WSOP 2008, ossia uno dei nove partecipanti al tavolo finale del World Series of Poker. Sconfitto nel testa a testa finale da Peter Eastgate, ha vinto la cifra di $5.809.595.
Nel mese di ottobre 2008 ha centrato il tavolo finale del Main Event delle World Series of Poker Europe 2008 a Londra, finendo terzo e vincendo £334.850. Ad oggi vanta un totale di 4 piazzamenti a premi WSOP.